# Côte de Kandalakcha

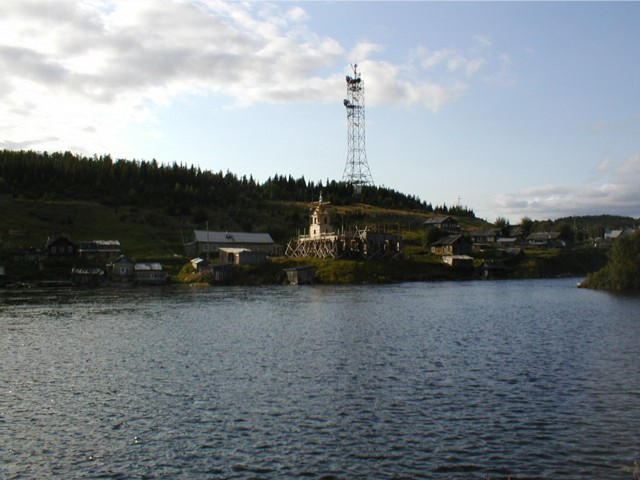
Vue de la côte de Kandalakcha

La côte de Kandalakcha (en russe : Кандалакшский берег) est une zone côtière située dans l'oblast de Mourmansk au nord-ouest de la Russie. Elle s'étend sur la rive nord de la mer Blanche, entre Kandalakcha et l'embouchure du fleuve Varzouga. Les principaux fleuves se jetant dans la mer Blanche sont l'Oumba et la Niva.
Administrativement, la côte de Kandalakcha s'étend sur les raïons de Kandalakcha et Ter dans l'oblast de Mourmansk.
Les villes et villages de Kandalakcha, Louvenga, Kolvitsa, Oumba, Olenitsa, Kachkarantsy sont situés sur la côte de Kandalakcha. La côte est peuplée dès le XIIIe siècle par les Pomors.
La côte de Kandalakcha (à l'exception du raïon de Kandalakcha) est comprise à l'intérieur de la zone frontalière, destinée à protéger les frontières de la fédération de Russie d'activités étrangères indésirées. Pour visiter cette zone, un permis délivré par l'antenne locale du FSB est requis.